# Седру (Пернамбуку)
Седру (порт. Cedro) — муниципалитет в Бразилии, входит в штат Пернамбуку. Составная часть мезорегиона Сертан штата Пернамбуку. Входит в экономико-статистический микрорегион Салгейру. Население составляет 10 240 человек на 2007 год. Занимает площадь 144 км². Плотность населения — 71 чел./км².
Праздник города — 20 декабря.

## История
Город основан 18 мая 1964 года. 

## Статистика
- Валовой внутренний продукт на 2005 год составляет 22 805 тысяч реалов (данные: Бразильский институт географии и статистики).
- Валовой внутренний продукт на душу населения на 2005 год составляет 2305 реалов (данные: Бразильский институт географии и статистики).
- Индекс развития человеческого потенциала на 2000 год составляет 0,672 (данные: Программа развития ООН).

## География
В соответствии с классификацией Кёппена, климат относится к категории BShW.